# 지구
지구(地球, 영어: Earth)는 태양으로부터 세 번째 행성이며, 조금 두꺼운  대기층으로 둘러싸여 있고, 지금까지 발견된 지구형 행성 가운데 가장 크다. 지구는 45억 6700만 년 전 형성되었으며, 용암 활동이 활발했던 지구와 행성 테이아의 격렬한 충돌로 생성되었을 달을 위성으로 둔다. 지구의 중력은 우주의 다른 물체, 특히 태양과 지구의 유일한 자연위성인 달과 상호작용한다. 지구와 달 사이의 중력 작용으로 조석 현상이 발생한다.

## 지구의 역사

### 지구의 형성 과정
지구는 약 45억 년 전에 형성되었다. 태양계를 형성하던 시점과 때를 같이한다. 원시 태양계 원반의 태양 가까운 부분에서는 갓 방출하기 시작한 태양의 복사에너지로 휘발성 성분을 제거하면서 규소를 주성분으로 하는 암석 종류와 철, 니켈 등의 금속성분이 남았다. 이들은 원시 태양 주위를 공전하면서 합쳐서 그 크기를 불렸다. 어느 정도 몸집과 중력을 가진 것들을 미행성이라고 부른다. 미행성들은 보다 작은 소행성이나 성간 물질을 유인하여 성장하였다. 미행성의 크기가 커지면 성장속도는 가속된다. 크기가 작은 소행성들이 충돌하면 충돌의 충격으로 조각들이 흩어지나, 크기가 큰 것들이 충돌하면 중력이 강하기 때문에 탈출하는 조각들을 회수한다. 이때 생긴 미행성들 중에서 현재까지 5개가 있다.
원시 지구는 바깥부분이 완전히 녹은 상태를 거치며 성장한다. 원시 지구의 열원은 크게 3가지다. 첫 번째는 소행성의 충돌이다. 소행성의 충돌은 운동에너지를 열에너지로 바꾸어 원시 지구를 뜨겁게 가열했다. 다른 하나는 중력 에너지이다. 원시지구가 충돌로 가열하여 조금씩 녹기 시작하자 그 때까지 뒤섞여 있던 철과 규소가 중력으로 서로 분리하기 시작했다. 중력에너지가 낮은 지구 중심으로 쏠려 내려가면서 굉장한 중력에너지를 열에너지의 형태로 방출한다. 세 번째 열원은 원시 태양계에 충만하던 방사성 동위원소의 붕괴열이다. 지구의 바깥부분이 완전히 녹은 상태를 마그마 바다라고 한다. 마그마 바다의 깊이는 수백 km에 달했다고 여긴다. 중력 분화가 끝나고, 낙하할 소행성들도 거의 사라져 지구는 식기 시작한다. 마그마 바다가 식기 시작하면서 최초의 지각을 형성했다.

### 대기와 바다의 형성
지구 대기의 역사는 암석과 마그마가 방출한 기체들을 지구 주위에 중력으로 묶이면서 시작한다. 이렇게 형성한 대기를 원시 대기라고 한다. 원시 대기를 이루는 물질은 지구를 형성한 소행성과 혜성 따위에 포함했던 휘발성 물질에서 비롯했다. 지구가 식으며 마그마 바다가 식어 고체 바닥을 다시 형성하고, 혜성에 들어있던 미량의 물은 많은 양의 혜성이 떨어지면 축적하기 시작했다. 마그마가 식어 고체의 바닥을 형성한 후에 원시 대기의 수증기 성분이 응결하여 비가 내렸다. 이 비는 원시 바다를 형성하였다. 이때 땅과 대기에 있던 염분들을 비가 바다에 녹이면서 바다가 짠 소금을 포함했다.

### 생명의 탄생과 진화
원시 바다의 해저는 지금의 열수분출공과 같은 곳이 다수 존재하였다. 최초의 생명은 36억 년 정도 전, 열수 고에너지 하에서 화학반응을 이용하는 특수한 유기물들이 생겨나 진화하면서 등장했다고 한다.
광합성을 하는 생명체들이 생겨나면서 이들은 태양 에너지를 곧바로 자신들의 에너지원으로 활용하였다. 광합성 결과로 생긴 산소는 먼저 바다에 녹으며 엄청난 양의 산화철을 만들었고, 바다에 퇴적시켰다. 바다가 산소를 포화하는 시간은 10억 년에서 20억 년으로 추정한다. 그 뒤 지속적인 광합성은 산소를 대기 중으로 방출했으며 성층권에 오존층을 형성했다. 초기의 생물들은 단세포 생물로 지금의 원핵생물과 비슷했다고 본다. 이들이 서로 합치는 과정으로 한층 더 복잡한 형태인 진핵생물로 진화했다. 진핵생물이 서로 군집하면서 다세포 생물로 진화했다.
7억 5천만 년 전부터 5억 8천만 년 전 시기에 전 지구가 얼음에 덮이는 혹독한 빙하기가 왔다는 가설을 60년대부터 제기하였다. 이 가설을 눈덩이 지구라고 한다. 빙하기가 끝나면서 캄브리아기의 대폭발이 찾아왔다는 점에서 특별한 시기이다. 캄브리아기 폭발은 캄브리아기에 다세포 생물이 급속도로 번성하면서 종의 다양성이 폭발적으로 늘어난 현상을 일컫는다.
5억 3천5백만 년 전 캄브리아기의 대폭발 이후로 다세포 진핵생물은 육상을 점령하고, 하늘에 진출했으며, 바다에서는 생태계의 꼭짓점에 군림하는 등 엄청난 성공을 거두었다. 한편 캄브리아기 이후 생물종의 대부분을 멸종시킨 대량멸종사건이 다섯 차례 있었다는 것이 확인되었다. 대량멸종사건은 기존에 번성하던 생물종들을 대부분 지구상에서 사라지게 하지만, 거기에서 살아남은 종들은 다시 번성하여 기존의 생태적 지위를 차지하게 된다는 점에서 생물의 진화에 결정적인 영향을 미치는 사건이다. 고생대 말의 공룡 등의 대량멸종은 판게아의 분열과 관련된 대규모 화산활동에 의했다고 생각되며 중생대 말의 대량멸종은 전 세계에 있는 핵폭탄을 모두 한꺼번에 폭발시켰을 때보다 1만 배나 강한 위력의 운석 충돌로 야기되었다. 중생대 말의 공룡의 대량멸종 이후, 지금으로부터 약 6400 만 년 전에 포유류가 등장하여 번성하게 되었다. 그리고, 지금으로부터 200만 년 전에 현재의 남아프리카 공화국 근처에서 포유류 가운데 원시인이 처음 생기고, 원시인이 진화하여 현대의 인간이 되었다.

### 지각의 이동
대륙지각이 충분히 형성되고 나서부터는 수억 년을 주기로 하여 지구 표면의 대륙들이 모이고 다시 합쳐지기를 되풀이 해왔다. 언제부터 이 주기가 시작되었는지는 아직 명확하게 결정되지 않았다. 때때로 대륙들이 모두 뭉쳐 형성한 하나의 큰 대륙을 초대륙이라고 한다. 초대륙의 개수와 그 존재에 대해서는 의견이 분분한 것이 많다. 초대륙 네나나 케놀랜드 등이 그 예이다. 지금까지 존재 시기가 결정된 초대륙에는 30억년전의 우르 (초대륙이 아니라 가장 큰 대륙이라 하는 학자도 있음) 18억년전 컬럼비아, 10억년~7억 5천만 년 전의 로디니아, 6억 년에서 5억 4천만 년 전의 판노시아, 그리고 2억 년 전의 판게아 등이 있다. 일부 학자들은 로라시아와 곤드와나대륙, 아메리카대륙, 현재의 아프로-유라시아 대륙도 초대륙이라 보는 학자들도 있다.
지각의 이동을 설명하는방법은 여러가지로 변해왔다. 가장 먼저 나온 이론은 지구수축설이다. 지구의 속이 냉각하며 부피가 준다는 이론으로 르네 데카르트가 제안했다. 하지만 산맥,골짜기의 폭이라던지 특수한 지대만 있는 습곡 산맥등을 설명하지 못하였다. 1940년대에는 이에 조금 더 발전된 저온기원설이 발표된후, 지구수축설을 누르고 잠시동안 지각의 이동을 설명하는 방법이 되었었다. 1912년, 독일의 알프레드 베게너(Alfred Wegener)가 대륙이동설을 발표했다. 그러나 이것의 원동력을 설명하지 못해서 지지를 받지 못하였다. 다음으로 나온것은 1929년 홈스에 의한 맨틀대류설이다. 이는 맨틀의 대류에 의한 판의 이동을 설명함으로 습곡산맥, 해령, 해구 등을 설명 할 수 있었다. 다음은 1960년대 미국의 디에츠와 헤스 (Harry Hess)의 해저확장설이다. 해저확장설은 해저의 해령에서 끊임없이 대륙이 생겨나간다고 주장하는 학설이였다. 가장 최근에 나온 설은 플룸 구조론 (plume tectonics)이다. 지진파를 통해 알아낸 지구 내부의 열 온도가 일정하지 않다는 것으로 나온 가설이 플룸구조론이다. 차가운 플룸과 뜨거운 플룸이 유동하면서 지구내부를 유동한다는 가설이다. 이 외에도, 지금 이 순간에도 새로운 가설들이 나오고 있지만, 아직은 확실한 것이 무엇인지 모른다.

## 구조

지구의 내부 구조

지구의 대부분은 수성, 금성, 화성, 달과 마찬가지로 암석과 금속으로 이루어져 있다. 지구를 포함한 이들 다섯 천체 중에서 지구는 가장 무거우며 또한 크다. 밀도 역시 가장 높으며, 표면 중력, 자기장, 자전 각속도가 가장 큰 천체이다.그러면서 예쁘다.
지구의 내부구조는 대체로 층상 구조를 이루고 있다. 지구의 최외각부분은 주로 유체로 되어 있는데, 구성 물질에 따라서 대기권, 수권으로 구분한다. 생물권은 그 양이 매우 작고, 대부분의 경우 지구의 물리적 층으로는 인정하지 않고 있다.
전통적 방법으로 구분한 지구의 층상 구조는 가장 바깥부분부터 지각, 맨틀, 핵 (핵은 다시 외핵과 내핵으로 나뉜다.) 순이다. 이것은 화학적 구성 성분의 변화를 기준으로 구분한 것이다. 가장 바깥부분을 이루고 있는 층인 지각은 그 두께가 지구 반지름에 비하여 매우 얇고 지역에 따른 구조 및 성분의 변화가 심한 특징이 있다. 지각은 다시 밀도에 따라 크게 두 종류로 나뉘는데, 대륙지각(약 2.7g/cm3)과 해양지각(약 3.0g/cm3)이 바로 그것이다. 대륙지각은 주로 알루미늄, 나트륨, 칼륨과 같이 상대적으로 가벼운 원소와 결합한 규산염 화합물이 주성분인 광물로 이루어져 있는 반면, 해양지각은 철, 마그네슘 같이 무거운 원소를 양이온으로 가지는 규산염 광물 화합물이 주성분이다. 지각에서의 밀도 차이가 대륙지각이 상부에 있고, 해양지각이 하부에 있는 구조를 나타내지는 않는다. 지각 평형설에 따르면, 대륙지각은 낮은 밀도를 보상하기 위해서 두꺼워야하고, 해양지각은 얇아야 한다. 이러한 까닭에 대륙지각의 두께는 30에서 70km에 달하는 반면, 해양지각의 두께는 10km도 채 되지 않는다. 대륙지각은 오랫동안 풍화의 산물들이 모여 생긴 것이기 때문에 그 구조와 성분이 지역에 따라 판이하게 달라지는데 반하여, 해양지각은 온 지구에 걸쳐서 거의 동일한 기작을 통하여 형성되기 때문에 매우 균질한 양상을 보인다.
지각의 맨 아래 부분은 모호로비치치 불연속면(짧게 모호면)이라고 하며, 이 면을 경계로 하여 지진파의 속도가 상당히 빨라진다. 지진파의 속도는 물성과 관계가 깊기 때문에 모호면 상하로 구성 물질의 변화가 있을 것으로 생각하며, 그 아래 부분을 맨틀이라고 한다. 맨틀은 모호면 바로 아래에서부터 시작하여 깊이 2900 km 에 이르는 구역을 가리킨다. 따라서 맨틀의 주요 구성 성분인 규산염 광물 역시 깊이에 따라서 매우 광범위한 변화를 보인다. 최상부에서 맨틀을 이루는 감람석의 밀도는 약 3.3g/cm3인 반면, 가장 하부의 맨틀은 그 밀도가 약 5.5g/cm3에 달할 것으로 추정하고 있다. 맨틀의 최상부는 주로 감람석으로 구성되어 있고 깊이 420km까지를 차지한다. 그 이하의 깊이에서 감람석은 높은 압력으로 인하여 스피넬 구조로 상변이를 일으킨다. 깊이가 660km에 이르면 높은 압력으로 인해 감람석은 페롭스카이트로 상전이를 일으키며 마그네슘 산화물과 공존한다. 이 깊이 이하를 하부맨틀이라고 하여 상부맨틀과 구분한다. 맨틀은 단단한 암석으로 이루어져 있지만 매우 오랫동안에는 유체처럼 행동하여 대류를 일으킨다. 최근의 연구 중에는 핵과 맨틀의 경계에 가까운 맨틀에서는 매우 높은 압력으로 인해 페롭스카이트가 또 다시 상전이를 일으켜 이방성 광물로 변화하며, 이 상전이는 온도에 상당히 민감한 변화이기 때문에 지역마다 존재 여부가 달라진다는 견해가 있다.
핵은 맨틀이나 지각과는 달리 철과 니켈이 주성분인 금속으로 되어 있다. 핵은 지구 형성 초기에 밀도에 따른 중력 분화 과정에서 무거운 원소가 중력 포텐셜이 낮은 중심으로 모이면서 생겼다. 이러한 갑작스런 물질 조성의 변화 때문에 핵과 맨틀의 경계는 뚜렷한 구분을 보이는데, 이 면을 구텐베르크면이라고 한다. 핵은 깊이 5100km를 경계로 또 다시 두 층으로 나뉘는데, 외핵과 내핵이 그것이다. 외핵은 S파가 전달되지 못하는 것으로 보아 액체 상태로 되어 있다고 추정하고 있으며, 내핵은 고체 상태로 여겨진다. 내핵과 외핵의 경계면은 레만면이라고 한다. 외핵은 액체 상태로 지구의 공전과 열역학의 영향을 받으며 대류하고 있다고 추정하고 있으며, 외핵의 전도성의 유체의 운동에 의해 지구의 강력한 자기장이 유지되고 있다고 생각되고 있다. 그리고 최근 연구결과에 따르면 외핵 내부에 반지름 약 650km정도의 고체로 된 심핵이 존재한다고 한다. 외핵과 내핵의 경계면을 유로면 이라고 한다.
지구물리적인 관점에서는 지구 내부를 물성에 따라서 분류하는데, 다음과 같은 층상 구조로 구분된다.
- 0 - 약 60 km 암석권
- 약 60 km - 약 200 km 연약권
- 약 200 km - 2890 km 중간권 (맨틀)
- 2890 km - 5100 km 외핵 (온도는 섭씨 3000~5500도)
- 5100 km - 6378 km 내핵 (온도는 섭씨 5500도 이상)

판구조론에서 구별하는 암석권과 연약권은 물질의 성질에 따라 분류한 것으로 지질학적인 시간 동안 탄성체로 간주할 수 있는 부분을 암석권, 점성을 가진 물체처럼 행동하는 부분을 연약권이라고 한다. 연약권을 암류권이라고 부르는 사람도 있다.

## 표면
지구의 표면은 대륙과 해양의 두 부분으로 나뉜다. 육지의 평균 높이는 840m인데, 해안평야·구릉·대지(臺地)·산맥 따위의 복잡한 기복을 가지고 있다. 산맥이 되어 있는 지역은 면적은 크지 않으나, 그 대부분은 대륙의 내부보다 바다에 가까운 곳에 있어서 조산대(造山帶)라고 일컬어지는 특별한 지역으로 되어 있다. 고산(高山)의 사면(斜面)에는 많은 골짜기가 패어 있고, 이들 골짜기를 흘러내리는 물은 하천이 되어 바다로 들어간다. 하천의 유수는 지표의 암석을 침식하고 대소의 암설(岩屑)을 운반하여 하류 유역이나 해저에 이들 물질을 퇴적한다.  지표는 지각의 내부 마그마(magma)의 작용 등에 의하여 끊임없이 융기와 침강을 일으킨다. 또한 대기나 물의 작용으로 풍화·침식을 받고 있다. 말하자면 지표는 지각의 운동과 대기나 물에 의한 풍화·침식의 작용의 복합으로 인하여 복잡한 기복이 만들어지고, 그 형태가 끊임없이 바뀌고 있다고 할 수 있다.

## 자전과 공전

심우주 기후 관측 위성이 2016년 5월 29일에 촬영한 지구의 자전

지구는 23시간 56분 4.091초 주기로 자전하며, 그 축은 북극과 남극을 잇는 선이다. 그 방향은 지구의 북극에서 보았을 때 시계 반대방향이다. 그 결과 지구에서 천체들이 한 시간에 15도씩 동에서 서로 이동하는 것처럼 보이는 일주운동을 관찰할 수 있다.
지구는 태양을 365.2564 태양일 주기로 공전하고 있다. 이 때문에 지구에서 보았을 때 태양이 다른 천체들을 배경으로 하여 하루에 1도씩 서에서 동으로 이동하는 현상을 볼 수 있다.
지구의 궤도 속도는 평균 초속 30 km 정도인데, 이 속도는 지구의 지름은 7분만에, 달까지의 거리는 4시간 만에 통과할 수 있는 속도이다.
지구는 하나의 위성, 달을 거느리고 있다. 달과 지구는 공동질량중심을 27.32일의 주기로 회전하고 있으며 이를 항성월이라고 한다. 한편, 지구와 달의 회전이 일어나는 동안 지구 역시 태양주위를 공전하고 있기 때문에 태양과 달의 상대적인 위치가 되풀이되는 데에는 항성월 보다 조금 더 긴 29.53일이 걸리며 이 기간을 삭망월이라고 지칭한다.
공전 궤도면에 수직인 방향과 자전축은 서로 일치하지 않고 23.5도나 차이가 난다. 이 기울기 때문에 공전궤도상의 지구의 위치에 따라 태양입사의 각도가 달라지게 되고 계절의 변화를 일으키게 된다. 한편 달의 궤도면은 지구의 공전궤도면과 또 다시 5도의 차이가 있다. 따라서 삭망마다 일식과 월식이 반복되지 않는다.
관성좌표계(지구의 자전, 공전과 관계없이 태양에 고정되어 있는 좌표계)에서 지구는 세차운동을 한다. 세차운동이란 지구의 자전축이 긴 시간을 주기로 원뿔모양을 그리면서 회전하는 것을 일컫는데, 그 주기는 25,800년 (258세기)이다. 세차운동은 태양의 중력이 지구의 볼록타원체에 차등적으로 가해져서 생기는 현상인데, 비슷하게 달에 의해서도 자전축이 흔들리며 그 주기는 18.6년이고 장동이라고 부른다.
지구와 함께 회전하는 좌표계에서도 지구의 자전은 약간의 불안정함을 보이는데, 이것을 극운동이라고 한다. 극운동은 준주기적인 운동이며, 연주기성분과 챈들러 운동이라고 하는 14개월 성분으로 이루어져 있다. 극운동과 함께 지구의 자전 속도 역시 일정하지 않으며 따라서 하루의 길이 역시 달라지게 된다. 때때로 윤초가 삽입되는 것은 이러한 영향을 보상하기 위해서이다.
달과의 인력과 바다의 밀물과 썰물의 상호관계 때문에 지구의 자전 속도는 느려지는데 매년 0.000017초 정도가 느려지고 달과의 거리는 매년 4cm씩 멀어지고 있다.
현재 지구 공전 궤도의 근일점은 1월 3일 부근에 있으며 원일점은 7월 4일 부근에 있다. 세차운동과 밀란코비치 주기로 알려진 현상에 의해서 지구의 공전 궤도는 달라진다.

## 지구 온난화
지구 온난화는 지구의 평균 기온이 상승하는 현상을 말한다. 산업화 이후, 인류의 과도한 화석 연료 사용으로 인해 추가적으로 발생한 온실 기체가 원인이라는 설이 가장 유력하다. 지구온난화의 예는 1880년대의 -19mm였던 해수면이 1930년 제1회 월드컵 때는 30mm로, 지금은 37mm로 높아져서 지구 온난화로 인해 사라진 섬들이 많다. 최근에는 이런 온난화를 막기 위해 노력하고 있는데, 이를테면 선진국에서 개발한 도심 속의 숲, 전기자동차, 한국에서 개발한 승용차 요일제 등이 있다.

## 미터법과의 관련
1790년, 프랑스 정부에서 전 세계적인 단위의 표준을 정할 필요성을 느끼고 미터법을 제정할 당시, 거리의 기준을 지구로 삼았다. 그에 따라 지구 적도에서 북극점까지의 거리를 정확하게 10,000Km, 이 거리의 4배인 지구 전체 자오선 길이인 40,000km를 기준으로 하는 미터법이 제정되었다. 전체 자오선 길이가 아닌, 적도에서 북극점까지 거리인 10,000km를 십진법상의 표준으로 삼은 까닭은 당시의 기술 수준으로 남반구 지역에 관측소를 설치하는 것이 용이치 않았기 때문이다. 따라서 1m는 적도에서 극점까지 거리의 1000만분의 1이다. 단, 1983년 이후, 국제단위계에서 미터는 진공에서 빛이 1/299,792,458초 동안 진행한 거리로 정의되었다. 미터 항목 참조.

## 지구 자기장 감소, 소멸
지구에는 자기장이 존재한다. 이는 우주의 방사선을 막아줘 생명체의 존재를 가능하게 해준다. 그러나 이러한 자기장은 150년 동안 세기가 10%가량 감소하여 이는 대규모 지진·화산 활동, 기후변화, 동물들의 대량 멸종사건에 영향을 미치고 있으며, 자기장의 소멸로 대기를 잃은 화성과 같이 지구 또한 미래에 대기를 잃을 수 있다고 과학자들은 말하고 있다.

## 제2의 위성 논란
지구와 궤도 공명을 하는 소행성 크뤼트네(Cruithne)는 1986년 발견되었으며 지구와 달의 중력의 영향을 받아 찌그러진 말굽형 궤도로 지구를 돌고 있다. 최대 직경 5 km 소행성 크뤼트네는 천구 상에서 원위치로 돌아오기까지 360년이 걸린다. 크뤼트네는 달에 비해 궤도 운동이 복잡한데 달이 단순히 지구의 주위를 도는 것에 비해, 크뤼트네는 그냥 지구의 주위를 도는 것이 아니라, 지구와 같은 주기로 지구의 궤도를 따라 지구와 함께 태양 주위를 돌기 때문이다. 물론 지구 고정 좌표계에서 보면, 이 천체가 분명 지구의 주위를 도는 듯이 보이지만, 엄밀히는 태양의 주위를 지구와 같이 돌고 있는 것이다.
이런 식으로 궤도 공명을 하는 천체들을 힐 권 내에서 공전하는 달(satellite)과 구분해서 준달 또는 준위성(quasi-satellite)라고 부른다. 이 준위성도 역시 케플러의 법칙을 따르기 때문에 타원궤도(elliptic orbit)를 돌며, 면적속도(area velocity)가 일정하다. 앞으로 이러한 일이 또 일어날 수 있다.

## 지구-행성간 거리
이 거리는 행성까지의 최단거리이다.
- 지구 - 수성 : 91,691,000 km
- 지구 - 금성 : 41,400,000 km
- 지구 - 화성 : 78,340,000 km
- 지구 - 목성 : 628,730,000 km
- 지구 - 토성 : 1,275,000,000 km
- 지구 - 천왕성 : 2,723,950,000 km
- 지구 - 해왕성 : 4,351,400,000 km

## 같이 보기
- 달
- 세계
- 태양계
- 3753 크뤼트네